# Arno Schmidt (Historiker)

Arno Schmidt

Arno Schmidt (* 2. Oktober 1879 im Forsthaus Balster, Kreis Dramburg; † 23. Mai 1967 in Greifswald) war ein deutscher Historiker und Volkskundler. Er wirkte bis zur Vertreibung 1945 in Danzig. Anschließend war er bis 1956 Abteilungsleiter für Volkskunde an der Ernst-Moritz-Arndt-Universität Greifswald. 

## Leben
Schmidt wurde 1879 im Forsthaus Balster im Kreis Dramburg in Pommern geboren. Er besuchte das Gymnasium in Greifswald und studierte anschließend an der Universität Greifswald, wo er 1904 zum Dr. phil. promoviert wurde. 
Er wählte den Beruf des Gymnasiallehrers und legte 1905 das Staatsexamen für den höheren Schuldienst ab. Nach Stationen am Lehrerseminar in Pyritz und als Oberlehrer in Stargard in Pommern wurde er 1908 Studienrat an der Viktoria-Schule in Danzig. Später arbeitete er als Oberstudienrat als Fachberater der Kultusabteilung des Senates der Freien Stadt Danzig. 1934 wurde er als Fachberater verabschiedet und 1935 zwangsweise in Ruhestand versetzt, da er sich der damaligen vorherrschenden politischen Vorstellungen, insbesondere in der Volkskunde, nicht anpasste.
In Danzig engagierte er sich im Vorstand des Danziger Heimatbundes und des Reichsbundes der Danziger. Darüber hinaus war er der letzte Vorsitzende der Friedensgesellschaft zu Danzig, welche sich nicht dem Führerprinzip unterordnete und bis 1945 existierte. Er veröffentlichte verschiedene Arbeiten, insbesondere über die Geschichte der Stadt Danzig. Er widmete sich auch der Volkskunde, dort vor allem der Rätselforschung. Darüber hinaus beschäftigte er sich mit dem Volksbuch vom Ewigen Juden. In Danzig lebte er bis zur Vertreibung im August 1945.
Schmidt kam im September 1945 nach Greifswald, wo er am Institut für deutsche Philologie bis 1956 Abteilungsleiter für Volkskunde war und sich um den Wiederaufbau der Universität und des Instituts nach dem Krieg verdient machte. 

## Schriften (Auswahl)
- Hundert alte und neue Volksrätsel aus Westpreußen. A. W. Kafemann, Danzig 1924.
- Eine Wanderung durch das westpreußische Sprichwort. Danziger Verlagsgesellschaft, Danzig 1924.
- Danziger Volksspiele. A. W. Kafemann, Danzig 1925.
- Das Volksbuch vom Ewigen Juden, Heimatblätter des Deutschen Heimatbundes Danzig, Jg. 4, H. 3, Danzig 1927.
- Abriss einer Geschichte der Freien Stadt Danzig (unter Benutzung einer Skizze von Dr. Paul Simson). Danziger Verlagsgesellschaft, Danzig 1931.
- Aus dem Greifswalder Studentenleben um 1812. In: Festschrift zur 500-Jahrfeier der Universität Greifswald. Band 1. Greifswald 1956, S. 283–292 (=Einst und Jetzt Band 4 (1959), S. 42–57.)